# مورگانا دیویس
مورگان دیویس (انگلیسی: Morgana Davies؛ زادهٔ ۲۷ نوامبر ۲۰۰۱) یک هنرپیشه اهل استرالیا است.
از فیلم‌ها یا برنامه‌های تلویزیونی که وی در آن نقش داشته‌است می‌توان به درخت مرده شرور برمیخیزد اشاره کرد.